# Dennis Poore
Roger Dennistoun Poore (Paddington, Londres, Inglaterra, 19 de agosto de 1916 – Kensington, Londres, Inglaterra, 12 de fevereiro de 1987) foi um automobilista britânico nascido na Inglaterra que participou dos Grandes Prêmios da Inglaterra e da Itália de Fórmula 1 em 1952. Seu melhor resultado foi o 4º lugar na Inglaterra.